# Comté de Haldimand
Pour les articles homonymes, voir Haldimand.
Le comté de Haldimand (Haldimand County) est une municipalité rurale de l'Ontario. Le recensement de 2011 y dénombre 44 876 habitants.

## Histoire
L'histoire du comté d'Haldimand est associée de près à celle du comté voisin de Norfolk.  Haldimand est créé en tant que comté en 1800, à partir d'une portion de celui de Norfolk.  Il est nommé d'après le gouverneur du Québec Frederick Haldimand.  En 1844, les terres sont remises à la Couronne par les Six Nations. Les deux comtés sont séparés jusqu'en 1974 lorsqu'ils sont réunis en tant que région municipale de Haldimand-Norfolk. En 2001, les comtés se séparent encore.
Bien que les deux retiennent le nom de comté pour des raisons historiques, ils sont chacun gouvernés comme de simple municipalités sans gouvernement inférieur. Haldimand est formé de la fusion des anciennes villes de Haldimand et Dunnville, ainsi que de la partie orientale de la ville de Nanticoke.
Au début de février 2006, un conflit territorial près de Caledonia oppose les Premières nations au gouvernement de l'Ontario à cause d'un développement résidentiel en construction à l'extérieur de la ville sur des terres que les membres de la nation Mohawk considèrent comme leur appartenant.

## Aires protégées
- Haldimand Conservation Area
- Selkirk Provincial Park
- Taquanyah Conservation Area
- Hedley Forest Conservation Area
- Canborough Conservation Area
- Ruigrok Tract Conservation Area
- Oswego Conservation Area
- Byng Island Conservation Area
- Parc provincial de Rock Point
- Réserve nationale de faune de l'Île-Mohawk

## Démographie
| 2001   | 2006   | 2011   | 2016   |
| ------ | ------ | ------ | ------ |
| 43 728 | 45 212 | 44 876 | 45 608 |